# Lincoln Kirstein
Pour les articles homonymes, voir Kirstein.
Lincoln Edward Kirstein, né le 4 mai 1907 à Rochester et mort le 5 janvier 1996 à New York, est un écrivain, agent artistique, amateur d'art, philanthrope et mécène américain, figure majeure des milieux culturels new-yorkais dans la deuxième partie du XXe siècle, surtout connu comme cofondateur et directeur du New York City Ballet.
Il nait et grandit dans une riche famille de la côte Est des États-Unis, et montre très tôt un fort intérêt pour les arts. Étudiant à Harvard, il y fonde la Society for Contemporary Art, qui influence la création du MoMa, le musée d'art moderne de New York. 
Désireux de voir se développer le ballet en Amérique, il convainc le chorégraphe russe George Balanchine d'y venir, et conjointement ils créent une école de danse en 1933, puis une compagnie professionnelle qui est dissoute au début de la Seconde Guerre mondiale.  Pendant la guerre, il est l'un des Monuments Men chargés en Europe de la sauvegarde des œuvres d'art pillées par les nazis.
Après la guerre, il fonde avec Balanchine le New York City Ballet, qu'il dirige jusqu'en 1989. Amateur d'art, doué pour récolter des financements, il crée des festivals, organise des expositions, et est mécène pour la sauvegarde du patrimoine américain et pour des artistes dont il est souvent l'ami. Passionné de littérature, il publie plus de 600 textes durant sa vie.

## Biographie

### Famille et études
Lincoln Kirstein, né en 1907 à Rochester au sein d'une riche famille juive, est le fils de Rose Stein et Louis E. Kirstein, un homme d'affaires et philanthrope, président de la chaîne de magasins Filene's (en),. Il a une soeur, Mina, et un frère, George, connu plus tard comme éditeur de journaux.
Ses grands-parents paternels sont les propriétaires d'une importante entreprise de vêtements de Rochester, E. Kirstein and Sons. Son grand-père maternel est l'un des dirigeants d'une autre importante entreprise de la ville, Stein-Bloch & co.
Grandissant à Boston où se situe le siège de Filene's, Lincoln Kirstein est très tôt attiré par les arts. Il écrit sa première pièce de théâtre à quinze ans, acquiert sa première sculpture l'année suivante. Il espère devenir peintre, mais y renonce, ne s'estimant pas suffisamment doué.
Il est diplômé en 1926 de la Berkshire School (en), un établissement privé du Massachusetts, où il côtoie George Platt Lynes. Il poursuit ses études à Harvard dont il est diplômé en 1930. Il y crée la Society for Contempory Art (SCA) qui organise la première exposition consacrée au courant artistique  Bauhaus aux États-Unis. L'influence exercée par la Society for Contemporary Art est forte au moment de la création du MoMa en 1929, les deux premières expositions de ce musée étant des reprises d'expositions organisées précédemment par la SCA, ce que signale Martin Duberman, biographe de Lincoln Kirstein.

### Débuts dans le milieu culturel new yorkais
Encore étudiant d'Harvard, Kirstein est déçu que le magazine littéraire The Hardvard Advocate, revue du Hadvard College, refuse de l'intégrer à sa rédaction, alors qu'il a publié plusieurs articles bien accueillis dans cette revue. En 1927, avec son ami Varian Fry, il convainc son père de financer la création de The Hound & Horn, une revue littéraire trimestrielle.

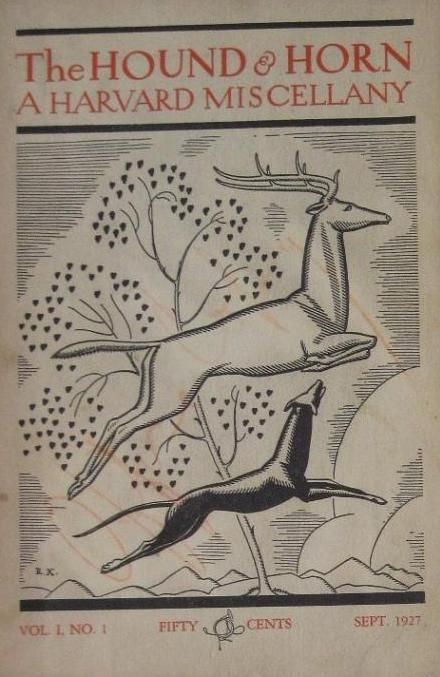
Couverture du premier numéro de The Hound & Horn (1927).

Une fois diplômé, il s'installe à New York en 1930, y poursuivant la publication de The Hound & Horn. La revue devient influente dans le milieu artistique new yorkais, mais Kirstein y met fin en 1934 lorsqu'il décide de concentrer ses efforts sur la carrière de George Balanchine et le développement de la School of American Ballet dont ils sont les cofondateurs.
Son intérêt pour Balanchine et la danse classique remonte à une représentation de L'Oiseau de feu, un ballet de Balanchine produit par les Ballets russes à laquelle il assiste en 1925. Persuadé que le ballet peut s'épanouir aux États-Unis, Kirstein est alors déterminé à y faire venir le chorégraphe russe. En octobre 1933, conjointement avec le philanthrope Edward Warburg (en), camarade de promotion d'Harvard, et Vladimir Dimitriew, le manager de Balanchine, ils créent la School of American Ballet à Hatford (Connecticut). Elle s'installe l'année suivante à New York, au troisième étage d'un immeuble au croisement de Madison Avenue et de 59th Street.
Le père de Warburg, le banquier Felix Warburg invite les élèves de l'école à se produire lors d'une réception privée. Ils y dansent Serenade (en), le premier ballet d'importance créé par Balanchine aux États-Unis. Quelques mois plus tard, Balanchine, Kirstein, Warburg et Dimitriew créent l'American Ballet, une compagnie de danse professionnelle qui bénéficie d'une résidence artistique au Metropolitan Opera. Mais cette résidence ne satisfait pas Kirstein, le Metropolitan Opera ne finançant pas la compagnie, et contrariant sa liberté artistique. L'American Ballet est dissoute après une tournée en Amérique du Sud en 1941.

### Un des Monuments Men

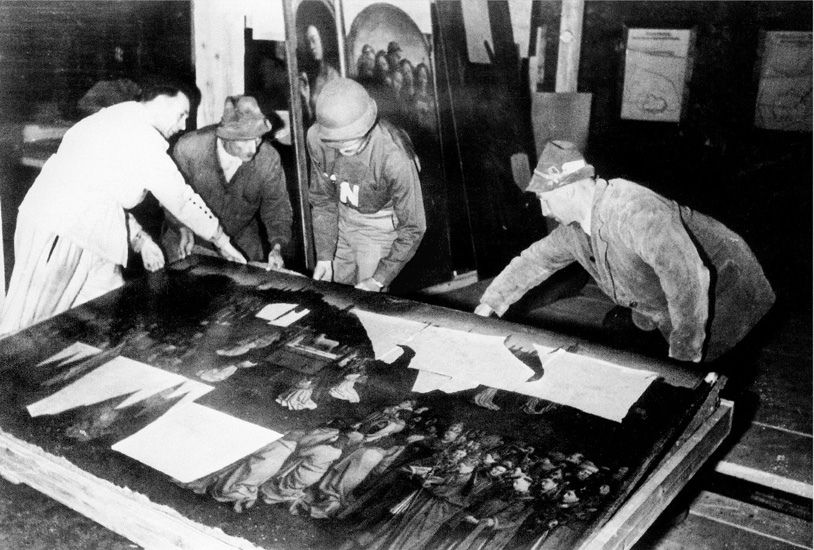
L'Agneau mystique de Gand, lors de sa récupération dans la mine de sel d'Altaussee à la fin de la Seconde Guerre mondiale.

La carrière de Kirstein est interrompue par l'entrée en guerre des États-Unis. Il s'engage en 1943, et avant d'être envoyé à l'étranger, travaille pendant un an sur un projet dédié à la création artistique des soldats dans la perspective d'une exposition et un livre intitulés Artists under Fire. Il échoue toutefois à trouver un éditeur, mais une sélection de la documentation qu'il rassemble est publiée par Life Magazine, et exposé au Museum of Modern Art, la Bibliothèque du Congrès et la National Gallery of Art.
Au printemps 1944, il part pour Londres pour l' U.S. Arts and Monuments Commission, et après un mois, est transféré en France. Il intègre l'unité qui va devenir célèbre sous le nom de Monuments, Fine Arts, and Archives program chargée de sauver et protéger les œuvres d'art en Europe, et dont les membres sont surnommés les « Monuments Men ». En janvier 1945, son unité rejoint la troisième armée de Patton et entre en Allemagne. Kirstein participe en particulier à la sauvegarde d'oeuvres d'art dans la région de Munich, et dans les mines de sel d'Altaussee où les Nazis avaient entreposé une grande partie de leur butin. Son livre « The Quest for the Golden Lamb » est publié en septembre 1945, à sa libération de l'armée.

### Activités culturelles et artistiques

#### Fondation et direction du New York City Ballet
De retour à la vie civile, Lincoln Kirstein fonde avec George Balanchine The Ballet Society en 1946, compagnie de danse qui est renommée en 1948  New York City Ballet. Dans une lettre rédigée en 1946, il écrit : « je n'ai pas d'autre justification que permettre à Balanchine de faire ce qu'il veut, comme il le veut ». Kirstein est le directeur général de la compagnie de ballet de 1946 à 1989, permettant son développement grâce à ses qualités d'organisation, et sa capacité à attirer les dons.
Dans une monographie qu'il rédige en 1959, What Ballet Is All About, il indique : « Notre ballet occidental est un mélange clair mais complexe d’anatomie humaine, de géométrie solide et d’acrobaties, offert comme une démonstration morale symbolique – la considération d'un être humain envers un autre évoluant en rythme ».
En 1976, le poète anglais Vernon Scannell (en) déclare que Lincoln Kirstein « voyait les danseurs non pas comme des artistes, mais comme des acrobates ; il soutenait que leurs compétences étaient uniquement physiques, et son implication dans la danse était pour lui une échappatoire salutaire de sa vie sédentaire et cérébrale vers un monde plus proche de celui des athlètes que des artistes. »
La collaboration entre Kirstein et Balanchine dure jusqu'à la mort de celui-ci en 1983. En 1989, il démissionne de la direction du New York City Ballet et de la School of American Ballet, l'école de musique qui y est attachée.

#### Un homme passionné par toutes les formes d'art
Dans Quarry, un livre qu'il publie en 1986, Lincoln Kirstein indique qu'il est fasciné par « les chats, les visites de musée, les arts asiatique et africain, Abraham Lincoln, et les portraits de William Shakespeare et de lui-même »,. Il n'est satisfait que lorsqu'il a une multitude de projets à gérer simultanément et fait preuve d'un grand éclectisme. Membre du comité consultatif du MoMa , il est un temps envoyé en Amérique du Sud pour y acquérir des œuvres pour le musée, au sein duquel il crée dès 1940 le Département Danse et arts du théâtre.
En 1955, il  crée l'American Shakespeare Festival à Stratford, au Connecticut. Il y produit A midsummer night's dream l'année suivante. La même année, il est aux côtés de Martin Luther King pour la seconde marche historique reliant Selma à Montgomery.
Kirstein contribue à l'organisation en 1959 d'une tournée des musiciens et danseurs  de l'Agence impériale japonaise. À l'époque, le gagaku, la musique de la cour impériale japonaise n'avait que rarement été jouée en dehors du palais impérial de Tokyo. En remerciement, il est décoré en 1960 par le gouvernement japonais.

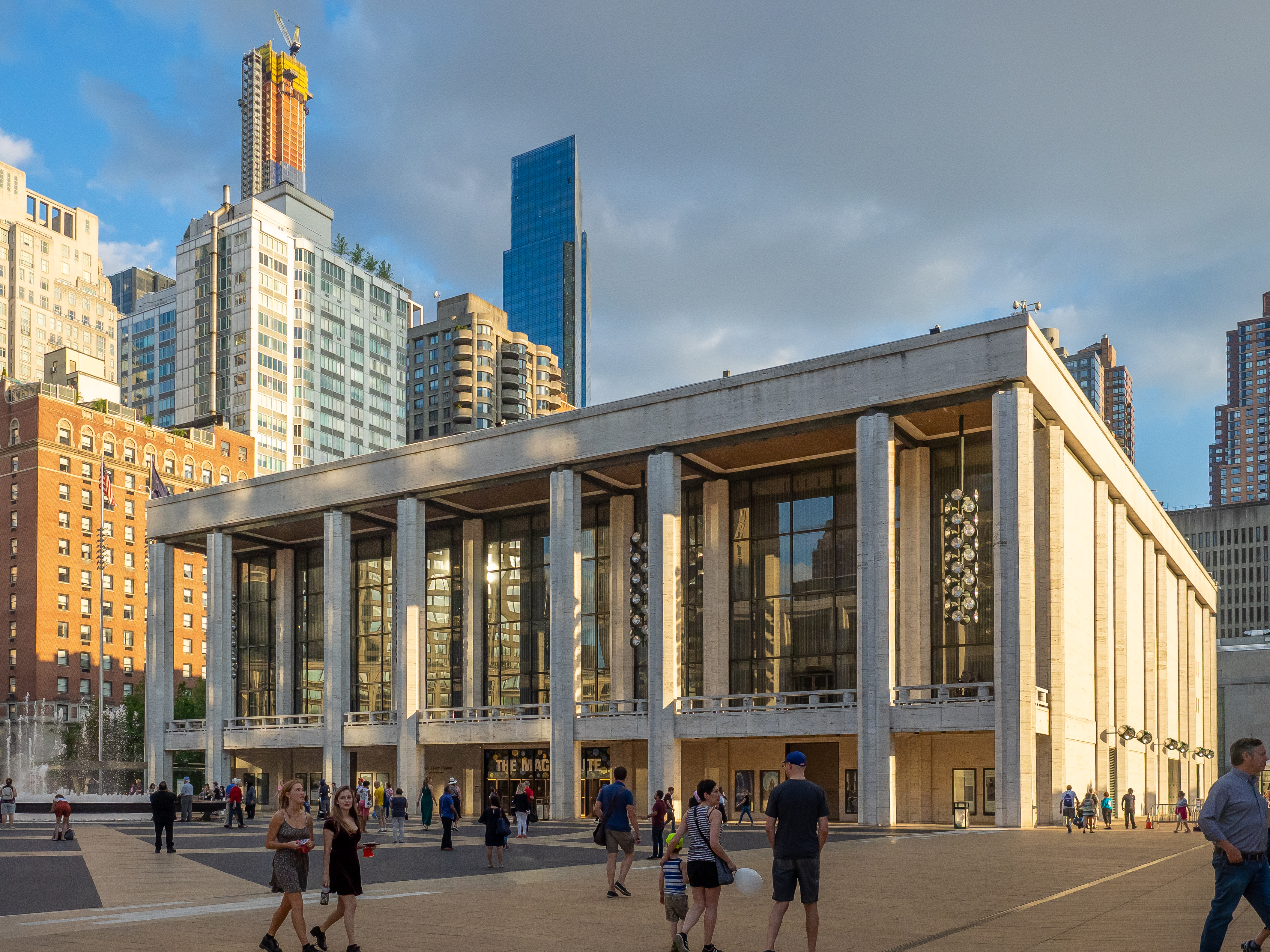
Façade du New York State Theater, désormais appelé le David H. Koch Theater.

Il supervise et participe au financement de la construction de la résidence du New York City Ballet, le New York State Theater du Lincoln Center, conçu en 1964 par les architectes Philip Johnson et John Burgee. Si son aspect extérieur est assez conservateur, l'intérieur or et rouge pailleté rappelle les décors chatoyants des Ballets russes.
Kirstein s'implique grandement pour la sauvegarde d'Olana, la propriété de Frederic Edwin Church avant son classement comme monument historique en 1965,. En 1967, sa pièce de théâtre White House Happening, ayant pour sujet l'assassinat d'Abraham Lincoln est jouée à Harvard, et il donne des cours sur la gestion et l'administration des théâtres à la Yale Drama School en 1977.
C'est aussi un grand collectionneur. Peu de temps après l'ouverture de la New York Public Library for the Performing Arts, il y fait d'importants dons à la Jerome Robbins Dance Division. Il donne aussi avant sa mort en 1996 ses papiers personnels, des oeuvres d'art, et d'autres éléments en rapport avec l'histoire de la danse.
Il est aussi le mécène de Paul Cadmus, son beau-frère, achetant plusieurs de ses toiles et finançant ses dépenses personnelles,. Les œuvres de Cadmus se vendaient mal en raison de l'aspect controversé de ses représentations érotisantes d'ouvriers et membres de la classe moyenne.

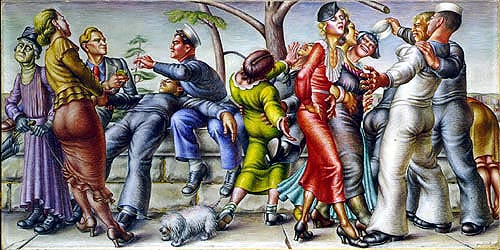
The Fleet's in, Paul Cadmus, 1934.

#### Production littéraire
L'écriture tient une place particulière dans la vie de Lincoln Kirstein, sa bibliographie comportant plus de 600 entrées. Il publie des ouvrages sur les artistes qu'il soutient, mais aussi sur d'autres sujets d'intérêt pour lui comme les vedettes d'Hollywood, les chats dans les contes de fée, les danseurs de claquettes, les temples bouddhistes... Il pensait que cette activité littéraire, commencée avec la revue The Hound & Horn, avait joué un rôle important dans les rencontres qu'il a pu faire toute sa vie.

### Vie personnelle
Lincoln Kirstein tient un journal intime à partir de 1919, jusqu'à la fin des années 1930. En 2007, pour rédiger sa biographie, Martin Duberman accède à ce journal, ainsi qu'à de nombreuses lettres, découvrant ainsi une partie de sa vie privée.
Kirstein écrit sur ses relations sexuelles avec des hommes, dont des camarades de Harvard, des marins, des colocataires, et relate des rencontres dans les douches du centre YMCA de la 63ème rue. Il a deux longues relations  avec le danseur Pete Martinez et l'artiste Dan Maloney, mais aussi des relations purement platoniques, et d'autres commençant sur un plan sexuel pour évoluer vers une amitié fidèle.
Lincoln Kirstein entretient également des relations avec des femmes. Il épouse Fidelma Cadmus en 1941, une artiste peintre soeur de Paul Cadmus. Ils restent mariés jusqu'à la mort de Fidelma en 1991, entretenant une relation amicale mais parfois stressante, Fidelma abandonnant la peinture et se retirant de toute vie sociale, souffrant d'épisodes dépressifs plus sérieux que ceux de son époux. Certains des petits amis de Kirstein vivent avec eux dans leur maison de la East 19th Street, Fidelma en appréciant sincèrement plusieurs,. Le milieu culturel new yorkais considère la bisexualité de Kirstein comme un secret de Polichinelle, bien qu'il ne fasse pas publiquement allusion à son orientation sexuelle avant 1982.

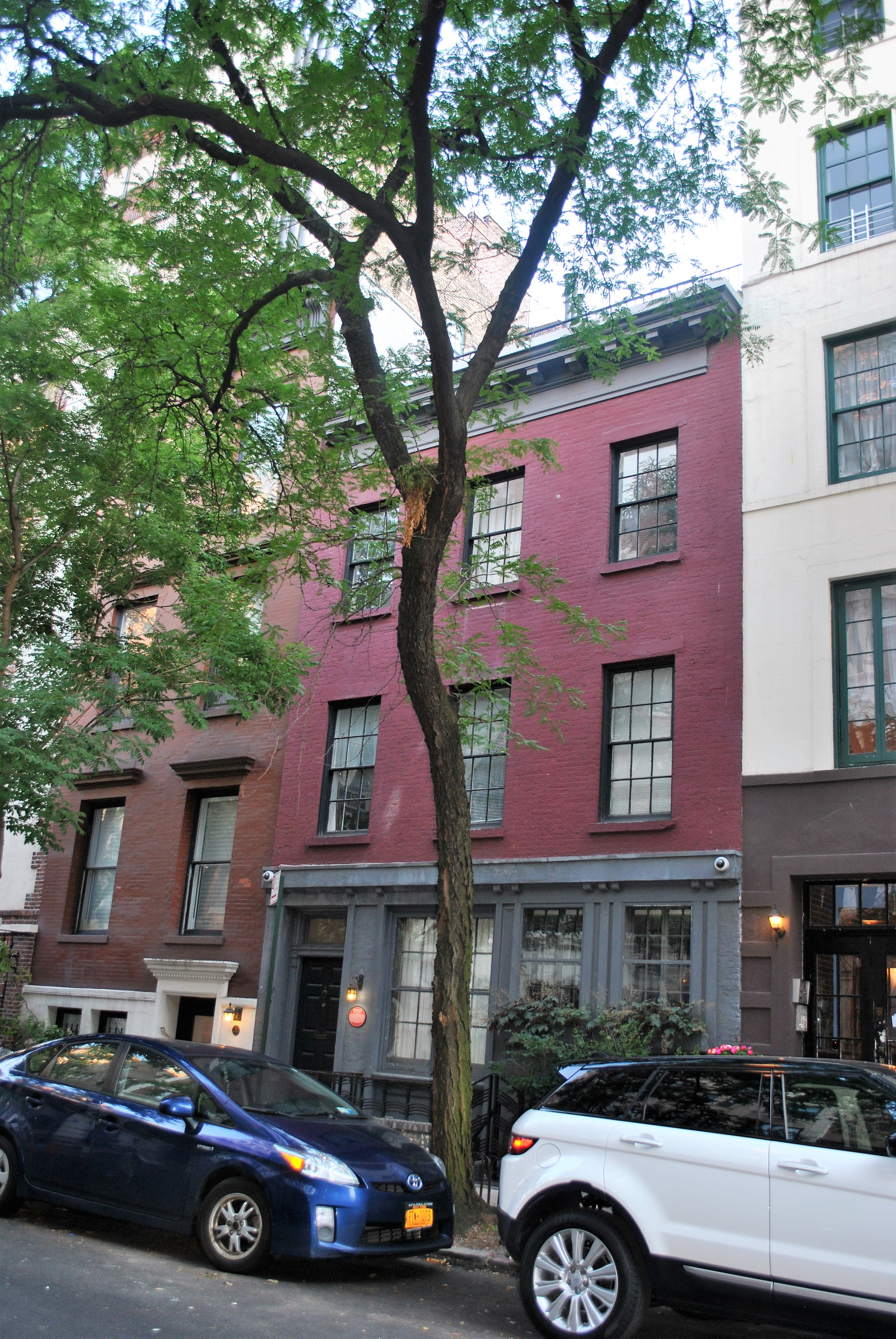
Maison de Fidelma et Lincoln Kirstein (photographie prise en 2016).

Les centres d'intérêts éclectiques de Lincoln Kirstein, son ambition et sa passion pour la culture, financée par des dons et sa fortune personnelle, attirent à lui un large cercle d'amis créatifs dans divers domaines. Cela inclut, parmi d'autres, le poète Glenway Wescott (en), George Platt Lynes, Jared French, le peintre Bernard Perlin (en), Pavel Tchelitchev, Katherine Anne Porter, l'éditrice Barbara Harrison (en), Gertrude Stein, Donald Windham, Cecil Beaton, Jean Cocteau, W.H. Auden, George Tooker, la sculptrice Margaret French Cresson (en), Walker Evans, et  Serguei Eisenstein.
Dans la dernière partie de sa vie, Lincoln Kirstein souffre d'un trouble bipolaire le rendant maniaque, dépressif et paranoïaque. Lors d'une crise, il dévaste le studio de son ami Dan Maloney. Plusieurs fois, il est hospitalisé dans des hôpitaux psychiatriques pour plusieurs semaines, devant y être maintenu dans une camisole de force. Cette maladie n'affecte toutefois pas son activité professionnelle.
Il meurt à 88 ans, sans descendance.

## Distinctions
- Ordre du Trésor Sacré (Japon, 1960)[13]
- National Gold Medal of Merit Award (National Society of Arts and Letters, 1980)[13]
- Benjamin Franklin Medal (Royal Society of Arts, 1981)[13]
- Presidential Medal of Freedom (1984)[12]
- National Medal of Arts (1985)[13]
- Handel Medallion (Ville de New York)[12]
- Brandeis University Notable Achievement Award, U.S[12]
- National Museum of Dance (en) Mr. & Mrs. Cornelius Vanderbilt Whitney Hall of Fame, 1987.

## Œuvres

### Théâtre
- The Saint of Bleecker Street, (création, pièce de théâtre accompagnée de musique), Supervision de la production, représentations du 27 décembre 1954 au 2 avril 1955.
- Misalliance, (reprise, pièce de théâtre) New York City Drama Company, Directeur exécutif. du 6 mars au 27 juin 1953
- Billy the Kid, (création, Ballet), librettiste. Chorégraphie d' Eugene Loring, musique d'Aaron Copland, décors de Jared French. Première le 24 mai 1938.
- Filling Station, (création, ballet), librettiste. Chorégraphie de Lew Christensen, musique de Virgil Thomson, décors de Paul Cadmus. Première le 6 janvier 1938.

### Principales publications
- 1929 – A Marriage Message for Mary Frost & James Maybon from Lincoln Kirstein, Paris (publié par Kirstein à titre privé à Boston).
- 1932 – Flesh Is Heir: An Historical Romance, a novel, New York: Brewer, Warren & Putnam.
- 1934 – Nijinsky (Prête-plume de  Romola Nijinsky), préface de Paul Claudel, Londres.
- 1935 – Dance: A Short History of Classic Theatrical Dancing, New York: G.P. Putnam's Sons.
- 1938 – Photographs of America: Walker Evans, in: Walker Evans: American Photographs, New York: Museum of Modern Art.
- 1939 – Ballet Alphabet: A Primer for Laymen, New York: Kamin Publishers.
- 1943 – American Battle Painting: 1776–1918, Washington, D.C.: National Gallery of Art, Smithsonian Institution/New York: Museum of Modern Art.
- 1943 – The Latin-American Collection of the Museum of Modern Art, New York: The Museum of Modern Art.
- 1947 – The Drawings of Pavel Tchelitchew
- 1947 – "Henri Cartier-Bresson: Documentary Humanist", in: The Photographs of Henri Cartier-Bresson, New York: Museum of Modern Art
- 1952 – The Classic Ballet: Basic Technique and Terminology (avec Muriel Stuart), New York: Knopf
- 1959 – What Ballet Is All About: An American Glossary, incluant des photographies de Martha Swope. Brooklyn, N.Y.: Dance Perspectives
- 1965 – Rhymes and More Rhymes of a Pfc., un recueil de poèmes. Le poète W.H. Auden décrit ce livre comme « le livre le plus convaincant, émouvant et impressionnant » qu'il ait lu sur la Deuxième Guerre mondiale[12].
- 1967 – Whitehouse Happening, une pièce de théâtre sur l'assassinat du Président Lincoln.
- 1967 – The Dance Encyclopedia, dir. Anatole Chujoy, P.W. Manchester and Kirsten.
- 1969 – W. Eugene Smith: Success or Failure, Art or History, in: W. Eugene Smith: His Photographs and Notes, New York: Aperture
- 1970 – Dance: A Short History of Classic Theatrical Dancing.
- 1970 – Movement and Metaphor: Four Centuries of Ballet, New York and Washington: Praeger Publishers.
- 1973 – Elie Nadelman, New York: Eakins Press.
- 1973 – The New York City Ballet (photographies de Martha Swope and George Platt Lynes), New York: Knopf.  (ISBN 0-394-46652-7)
- 1975 – Nijinsky Dancing.
- 1978 – Thirty Years: Lincoln Kirstein's The New York City Ballet
- 1983 – Ballet, Bias and Belief: Three Pamphlets Collected and Other Dance Writings, New York: Dance Horizons.  (ISBN 0-87127-133-8)
- 1984 – Paul Cadmus, New York: Imago Imprint
- 1984 – Fifty Ballet Masterworks: From the 16th Century to the 20th Century
- 1987 – Quarry: A Collection in Lieu of Memoirs, Pasadena, California: Twelvetrees Press,  (ISBN 0-942642-27-9)
- 1987 – The Poems of Lincoln Kirstein New York: Atheneum.  (ISBN 0-689-11923-2)
- 1989 – Memorial to a Marriage, a history and meditation on the Adams Memorial, par Augustus Saint-Gaudens and Stanford White.
- 1991 – By with to and from: A Lincoln Kirstein Reader, edited by Nicholas Jenkins, New York, N.Y.: Farrar Straus and Giroux
- 1992 – Puss in Boots, par Kirstein and Alain Vaes
- 1994 – Tchelitchev, Santa Fe, New Mexico: Twelvetrees Press,  (ISBN 0-942642-40-6)
- 1994 – Mosaic: Memoirs, New York: Farrar, Straus and Giroux
- 2007 – Lincoln Kirstein: A Bibliography of Published Writings, 1922–1996, New York: Eakins Press Foundation